# Джуниас, Джонас
Джо́нас Джу́ниас Джо́нас (англ. Jonas Junias Jonas; род. 24 ноября 1993, Свакопмунд) — намибийский боксёр, представитель первой полусредней весовой категории. Выступает за сборную Намибии по боксу начиная с 2014 года, серебряный призёр Африканских игр в Браззавиле, обладатель серебряной медали Игр Содружества в Глазго, чемпион Африки, победитель и призёр первенств национального значения, участник летних Олимпийских игр в Рио-де-Жанейро.

## Биография
Джонас Джуниас родился 24 ноября 1993 года в городе Свакопмунде области Эронго.
Первого серьёзного успеха на взрослом международном уровне добился в сезоне 2014 года, когда вошёл в основной состав намибийской национальной сборной и побывал на Играх Содружества в Глазго, откуда привёз награду серебряного достоинства, выигранную в первой полусредней весовой категории — единственное поражение потерпел в финальном решающем поединке от шотландца Джоша Тейлора. Стал, таким образом, всего лишь четвёртым за всю историю намибийским боксёром, кому удалось получить медаль на Играх Содружества.
В 2015 году завоевал серебряную медаль на Африканских играх в Браззавиле — здесь в финале первого полусреднего веса уступил алжирцу Абделькадеру Шади.
На африканской олимпийской квалификации в Камеруне одолел всех своих соперников по турнирной сетке и благодаря этому выступлению удостоился права защищать честь страны на летних Олимпийских играх 2016 года в Рио-де-Жанейро. На церемонии открытия Игр Джуниас почётно нёс знамя Намибии, однако здесь он запомнился не выступлением, а прежде всего скандалом — незадолго до начала соревнований его арестовали за попытку изнасилования горничной в олимпийской деревне. В итоге ему всё же разрешили выступить в боксёрском олимпийском турнире — в 1/32 финала он встретился с французом Хассаном Амзилем, проиграл ему со счётом 0:3 и выбыл из борьбы за медали.
После Олимпиады Джонас Джуниас остался в составе боксёрской команды Намибии и продолжил принимать участие в крупнейших международных турнирах. Так, в 2017 году он одолел всех соперников и завоевал золотую медаль на чемпионате Африки в Конго.